# Monti Brooks

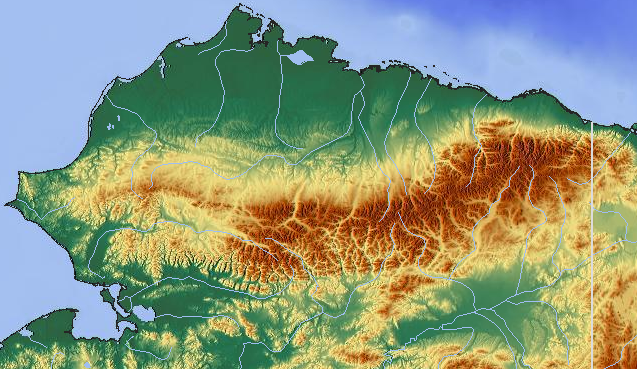
Mappa delle Brooks Range

I Monti Brooks (in inglese Brooks Range) sono una catena montuosa del Nord America settentrionale, che si sviluppa per oltre 1.000 km fra il Kotzebue Sound ed il Mare di Beaufort attraversando da ovest a est l'Alaska settentrionale fino al territorio canadese dello Yukon. La porzione canadese della catena è detta anche British Range o British Mountains.

## Etimologia
Il nome attuale della catena (Brooks Range) venne asseegnato nel 1925 dal US Geological Survey (USGS) in onore di Alfred Hulse Brooks (1871-1924) che era stato capo geologo della US Geological Survey dell'Alaska da luglio 1903 alla sua morte. In precedenza, nel 1826, Sir John Franklin, della Royal Navy, aveva chiamato la catena Rocky Mountain considerandola appunto una estensione settentrionale di tale sistema montuoso. Nel 1916 Brooks aveva proposto un nuovo nome, Arctic Mountain system, per il sistema montuoso precedentemente considerato come parte delle Montagne Rocciose, in quanto successive indagini di geologi canadesi e americani avevano dimostrato che questo è un sistema distinto dalle Montagne Rocciose.

## Descrizione

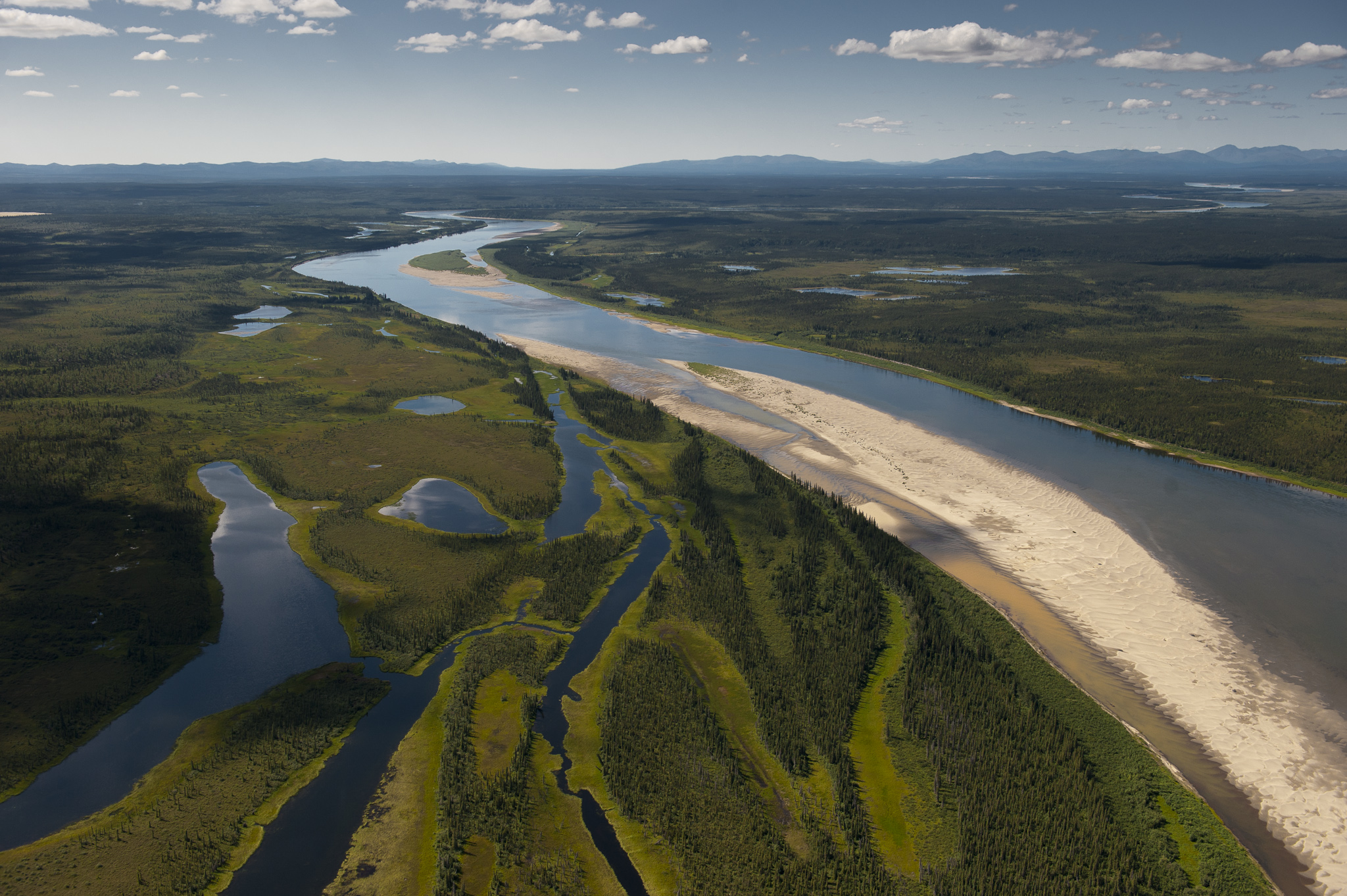
Parco nazionale della Kobuk Valley

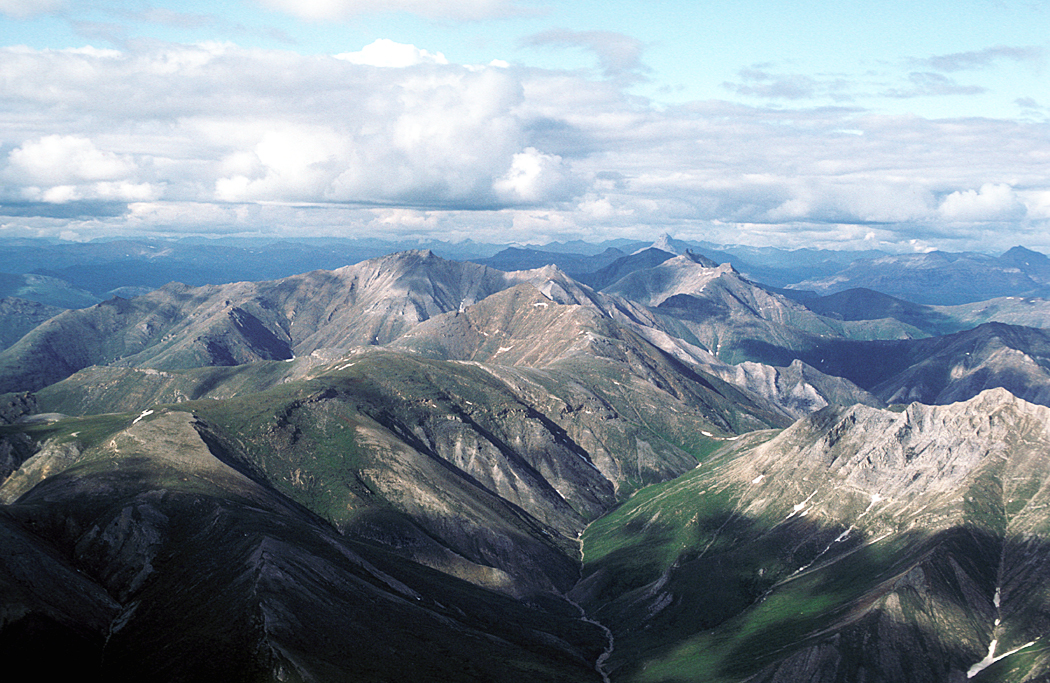
Parco nazionale e riserva Gates of the Arctic

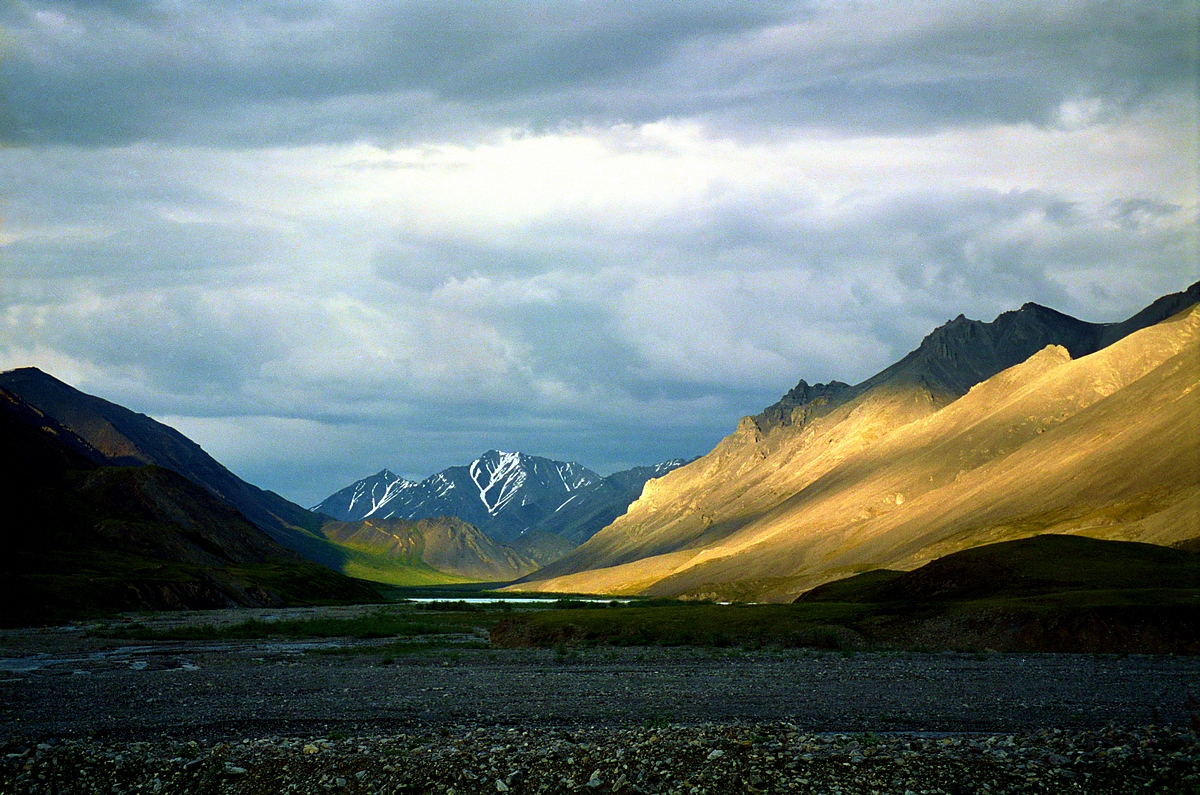
Arctic National Wildlife Refuge

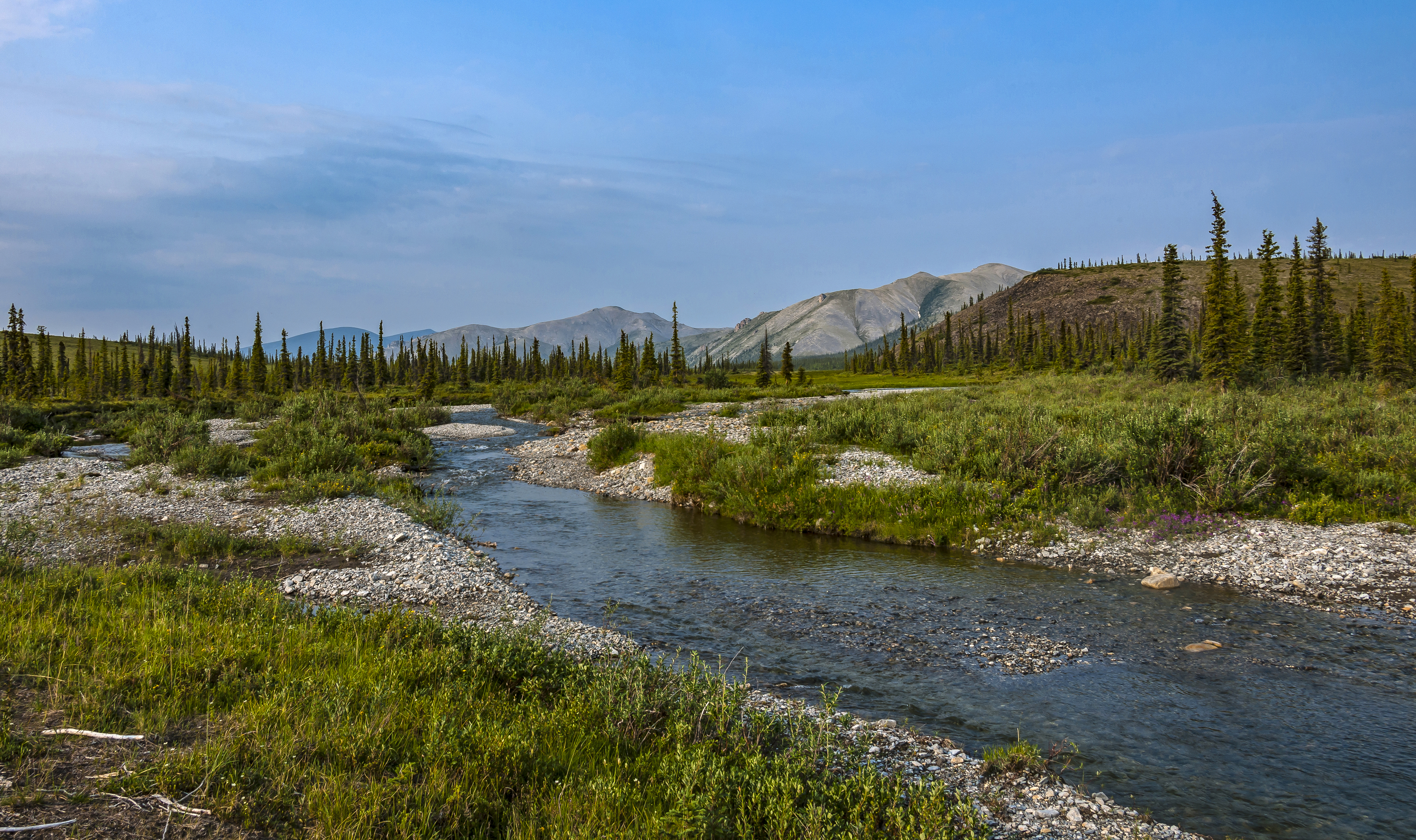
Parco nazionale Ivvavik

La catena giace interamente a nord del Circolo polare artico e costituisce la parte più settentrionale del Continental Divide, spartiacque che separa il bacino idrografico dei fiumi che sfociano nell'Oceano Artico da quelli che sfociano nell'Oceano Pacifico. Sono delimitati a sud dalle valli dei fiumi Kobuk, ad ovest e Yukon nella parte centro-orientale, ed a nord dall'altopiano del North Slope. La cima più alta è il Monte Isto con 2.736 metri sul livello del mare che si trova nella parte orientale della catena denominata Romanzof Mountains.
Sulle montagne di questa catena si trovano le sorgenti di svariati fiumi che scorrono verso nord sfociando poi nel Mare di Beaufort. Vanno menzionati il Colville, il Firth, il Kobuk (fiume), il Meade, il Sagavanirktok e l'Utukok.
Nonostante l'area dei monti Brooks sia assai poco densamente popolata, essi sono attraversati da una autostrada, la Dalton Highway, che collega Fairbanks con i campi petroliferi di Prudhoe Bay sull'Oceano Artico. Il punto di attraversamento più alto sui monti Brooks è il passo di Atigun a 1400 m s.l.m..
Nell'area dei monti Brooks sono stati istituiti diversi parchi:
- Parco nazionale della Kobuk Valley, Parco nazionale Gates of the Arctic, Arctic National Wildlife Refuge, negli Stati Uniti;
- Parco nazionale Ivvavik nel Canada.

### Sottogruppi
I Monti Brooks possono essere suddivisi in sette maggiori aree/sottogruppi (da ovest a est):
- Monti De Long: sono situati all'estremità ovest della catena e si estendono dal Uivaksak Creek fino al fiume Kuna. La vetta più alta è il Black Mountain (1.530 m).
- Area Colville: si trova nella parte centro-occidentale a sud del Continental Divide, fra i Monti De Long a ovest, ed i Monti Endicott a est. Si tratta di montagne non troppo elevate con la cima più alta che raggiunge i 2.220 m.
- Monti Baird: si trovano nella regione sud-occidentale, a sud dei monti De Long, fra il fiume Noatak, ed il fiume Kobuk. Il monte più alto è l'Angayukaqsraq, che misura 1.433 m.
- Monti Schwatka: si trovano nella parte centro-occidentale a sud del Continental Divide. Confinano a nord con l'Area Colville, a est con i Monti Baird, a ovest con i Monti Endicott e sono delimitate a sud dal fiume Kobuk. La cima più alta del gruppo è il monte Igikpak (2.523 m).
- Monti Endicott: si trovano nella regione cemntro-orientale della catena, tra i Monti Schwatka a ovest, ed i Monti Philip Smith a est. Sono separati dai Monti Schwatka dal Lago Walker, il corso superiore del West Fork del fiume Kobuk e il Passo di Akabluak. Sono separati dei Monti Philip Smith dal Middle Fork del fiume Koyukuk e il Passo di Atigun, in cui scorre la Dalton Highway. La cima più alta del gruppo è il Monte Kiev (2.370 m).
- Monti Philip Smith: si trovano nell'area orientale della catena dei Brooks, fra i Monti Endicott a ovest, ed i Monti Brook orientali, ad est. Si estendono dalla valle del fiume Atigun (Passo di Atigun), alla valle del fiume Canning. Il monte più alto è il Accomplishment Peak (2.452 m).
- Monti Brooks orientali: sono l'estremità orientale della catena ed attraversano il confine con la provincia canadese dello Yukon. Si estendono per circa 400 km ad est del fiume Canning. Sono composti da diversi sottogruppi fra cui i Monti Romanzof, i Monti Franklin, e i Monti Britannici (British Mountains) che ne costituiscono la componente canadese più orientale. La cima più alta è il Monte Isto, che è la cima più alta dell'intera catena dei monti Brooks.

I Monti Richardson sono una catena montuosa del Canada situata ad ovest del fiume Mackenzie nel nord Yukon, ed a est dei Monti Britannici. Secondo alcuni studiosi essi sono da considerarsi un prolungamento orientale dei Monti Brooks, mentre secondo altre fonti sono la componente più settentrionale delle Montagne Rocciose Canadesi

### Cime principali
Le 10 principali cime che superano i 2.600 metri sono:
| Monte Isto       | 2736 m |
| Monte Hubley     | 2718 m |
| Monte Chamberlin | 2713 m |
| Monte Michelson  | 2699 m |
| Peak 8800        | 2682 m |
| Monte Ahab       | 2670 m |
| Wolverine Crags  | 2665 m |
| Monte Arey       | 2656 m |
| Contact Peak     | 2646 m |
| Spectre Peak     | 2629 m |